# 34144 Alexandersun
34144 Alexandersun este o planetă minoră (asteroid) din centura de asteroizi. A fost descoperită pe 24 august 2000 la Experimental Test Site⁠(d) de Lincoln Near-Earth Asteroid Research. 
Obiectul prezintă o orbită caracterizată de o semiaxă mare de 2,2773862 UAi, o excentricitate de 0,03, o înclinație de 2,63799 ° în raport cu ecliptica.